# ريتشارد مايهيو
ريتشارد مايهيو (بالإنجليزية: Richard Mayhew)‏ هو رسام أمريكي، ولد في 3 أبريل 1924 في أميتيفيل في الولايات المتحدة.